# شابرون (بروتين)

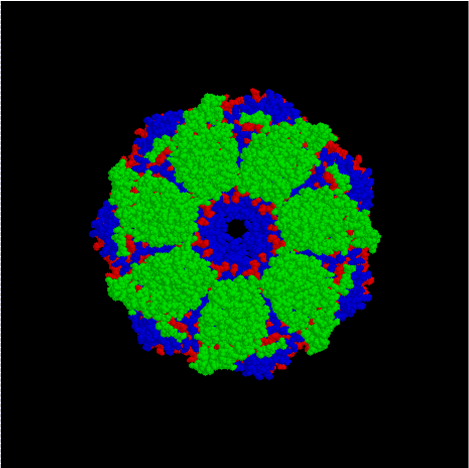
نظرة علوية لمركب الشابرونات البكتيري GroES/GroEL.

الشابرون (بالإنجليزية: chaperone)‏ في علم الأحياء الجزيئي هي بروتينات تساعد في تطوي البروتين التساهمي وفك تطويه، وتساهم في تجميع أو فك تجميع بنى الجزيئات البروتينة الضخمة. تتواجد الشابرونات حين تؤدي الجزيئات الضخمة وظائفها البيولوجية العادية وتنتهي من الطي أو التجميع. مهمة الشابرونات الأساسية هي المساعدة في تطوي البروتين، وأول بروتين أطلق عليه اسم شابرون (مرافق) هو بروتين يساهم في تجميع الجسيم النووي من هستونات وجزيئات دنا متطوية، مثل هذه البروتينات وخاصة في النواة  وظيفتها تجميع الوحدات الفرعية المتطوية إلى مركبات قليلة الوحدات.
أحد وظائف الشابرونات الأساسية تتمثل في منع كل من سلاسلِ عديدات الببتيد المخلقة حديثا والوحداتِ الفرعية المجمعة من التكدس إلى هياكل غير وظيفية. لهذا السبب معظم الشابرونات -وليس كلها- هي بروتينات صدمات حرارية لأن ميول البروتينات للتكدس يزداد نتيجة تمسخها بارتفاع الحرارة. في هذه الحالة لا تنقل الشابرونات أي معلومات تجسيمية إضافية مطلوبة لتطوي البروتينات، لكن بعض الشابرونات عالية التخصص 'شابرونات تجسيمية'، تنقل معلومات بنيوية فريدة إلى البروتينات، والتي لا يمكنها التطوي تلقائيا. هذه البروتينات تخرق مبدأ أنفينسن، الذي ينص على ضرورة حركية البروتينات لتطويها الصحيح.
طُبِّقت العديد من المناهج لدراسة بنية، حركية ووظيفة الشابرونات. أعطت قياساتُ الكتلة البيوكيميائية معلومات حول فعالية تطوي البروتين ومنع التكدس حين تتواجد الشابرونات خلال عملية تطوي البروتين. سلطت تطورات حديثة في اختبار الجزيء المفرد  الضوء على التغاير البنيوي للشابرونات، وسطاء التطوي وألفة الشابرونات للبروتينات ذات البنية المحددة وغير المحددة